# Michel Rolle
Michel Rolle (født 21. april 1652, død 8. november 1719) var en fransk matematiker. Han er bedst kendt for Rolles sætning (1691). Han opfandt også notationen
{\displaystyle {\sqrt[{n}]{x}}},
som er standardnotationen for at beskrive den {\displaystyle n}'te rod af {\displaystyle x}.

## Reference
1. ↑  Rolle biography